# Berg-op-Zoom
Pour les articles homonymes, voir Bergen, Berg et Zoom (homonymie).
Berg-op-Zoom,, anciennement Bergues-sur-le-Zon, (en néerlandais : Bergen op Zoom, en Flandre parfois écrite Bergen-op-Zoom) est une commune et une ville des Pays-Bas de la province du Brabant-Septentrional. C'est une ville de 65 000 habitants qui accueille de nombreuses activités (dont les sièges européens de Philip Morris et de Sabic Innovative Plastics du fait de sa situation privilégiée (entre Rotterdam à 65 km et Anvers à 40 km) et son ouverture sur la mer du Nord.
La plus grande attraction de l'année est le Krabbegat (nl), le carnaval, qui s'étale sur tout le mois de février. Les habitants se vêtent de draps blancs, de foulards rouges et de chapeaux assez excentriques pendant le week-end et de nombreuses fanfares locales jouent dans les rues. Le point culminant de cette manifestation a lieu le dernier week-end durant lequel a lieu un énorme défilé de chars construits à la main représentant des géants.
Berg-op-Zoom est traversée par le GR 5, unissant Hoeck van Holland à Nice.

## Géographie

### Communes limitrophes
|             | Steenbergen  |           |
| Tholen      | Berg-op-Zoom | Rosendael |
| Reimerswaal | Woensdrecht  | Essen     |

### Localités
- Berg-op-Zoom
- Halsteren
- Heimolen
- Kladde
- Klutsdorp
- Lepelstraat

### Transports
Berg-op-Zoom possède une gare ferroviaire sur la ligne reliant Rosendael à Flessingue.

## Histoire
Fondée en 1287 Berg-op-Zoom (Bergen op Zoom, c.-à-d. Monts-sur-Zoom) fut fortifiée une première fois par David Van Orliens.
Ce fut une seigneurie puis un marquisat. La première famille de seigneurs fut la famille de Wesemael. Une autre grande famille fut la Maison de Glymes qui se fit appeler Maison de Berghes en l'honneur de la ville.

### Siège
Après avoir été assiégée à deux reprises par les armées espagnoles en 1588 et en 1622, la ville est fortifiée par Menno van Coehoorn. Le 2 juillet 1747, les troupes françaises du maréchal Maurice de Saxe s'emparent de la ville et la livre au pillage. Assiégée vainement par les Britanniques en 1814, elle est rendue par la France à la paix.

## Politique et administration

### Bourgmestres
Son bourgmestre est depuis 2013 Frank Petter.

## Jumelages
Berg-op-Zoom est jumelé avec plusieurs villes :
- Audenarde (Belgique) ;
- Szczecinek (Pologne) ;
- Edmonton (Canada).

## Beaux-arts
Depuis le XVe siècle Berg-op-Zoom est un grand centre de production de céramiques en Europe. Le maître céramiste Art nouveau Govert-Marinus Augustijn y avait son atelier, appelé « De Kat ».
Le compositeur et chef de chœur Godefroid Camauër (1821-1884) est né à Berg-op-Zoom et y a passé son enfance.
La Prise de Berg-op-Zoom est également le titre d'une comédie en quatre actes (1912) de Sacha Guitry (qui ne se déroule absolument pas à Berg-op-Zoom).

## Galerie d'images

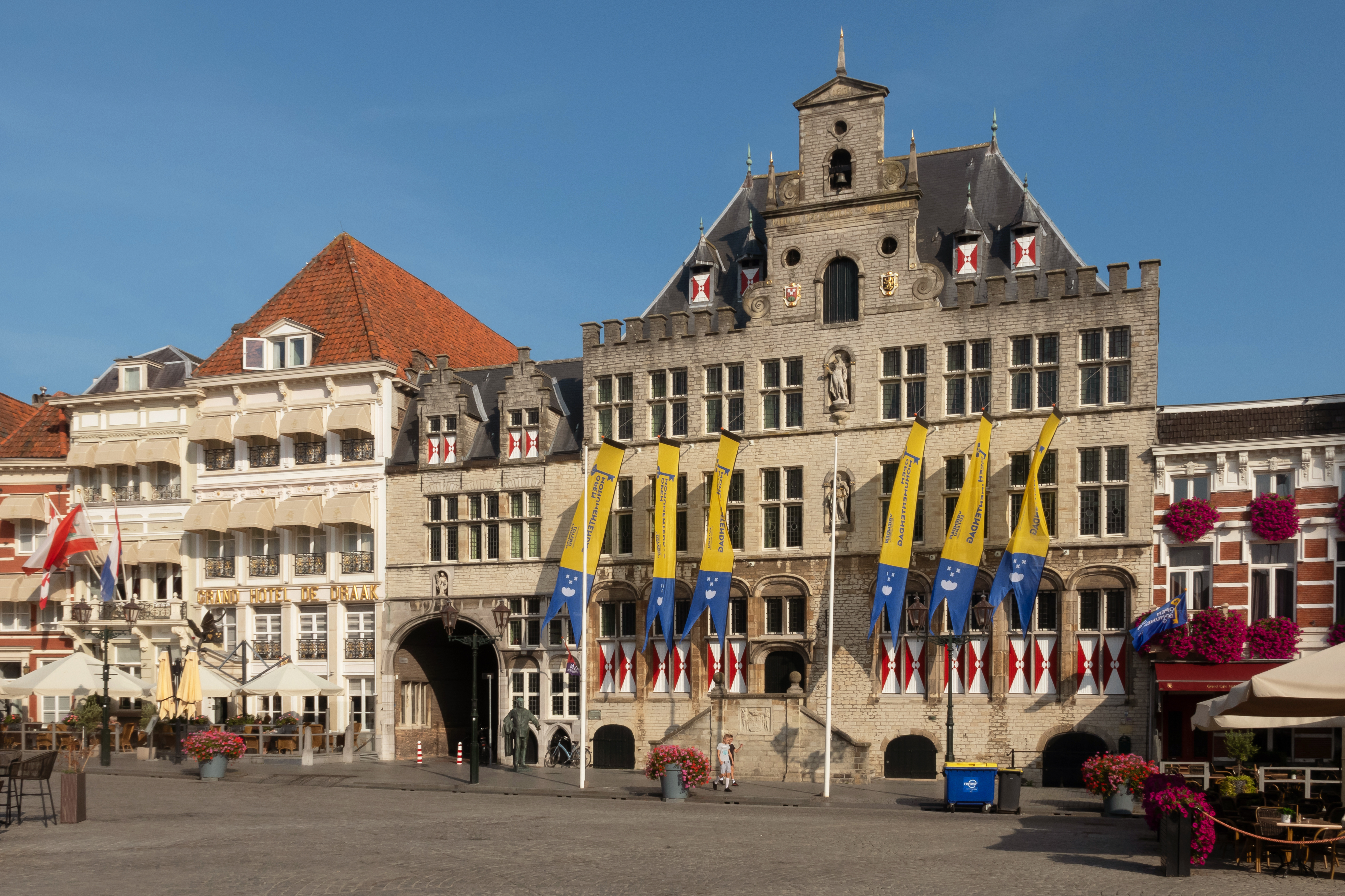
L'hôtel de ville avec hôtel (Hotel de Draak)
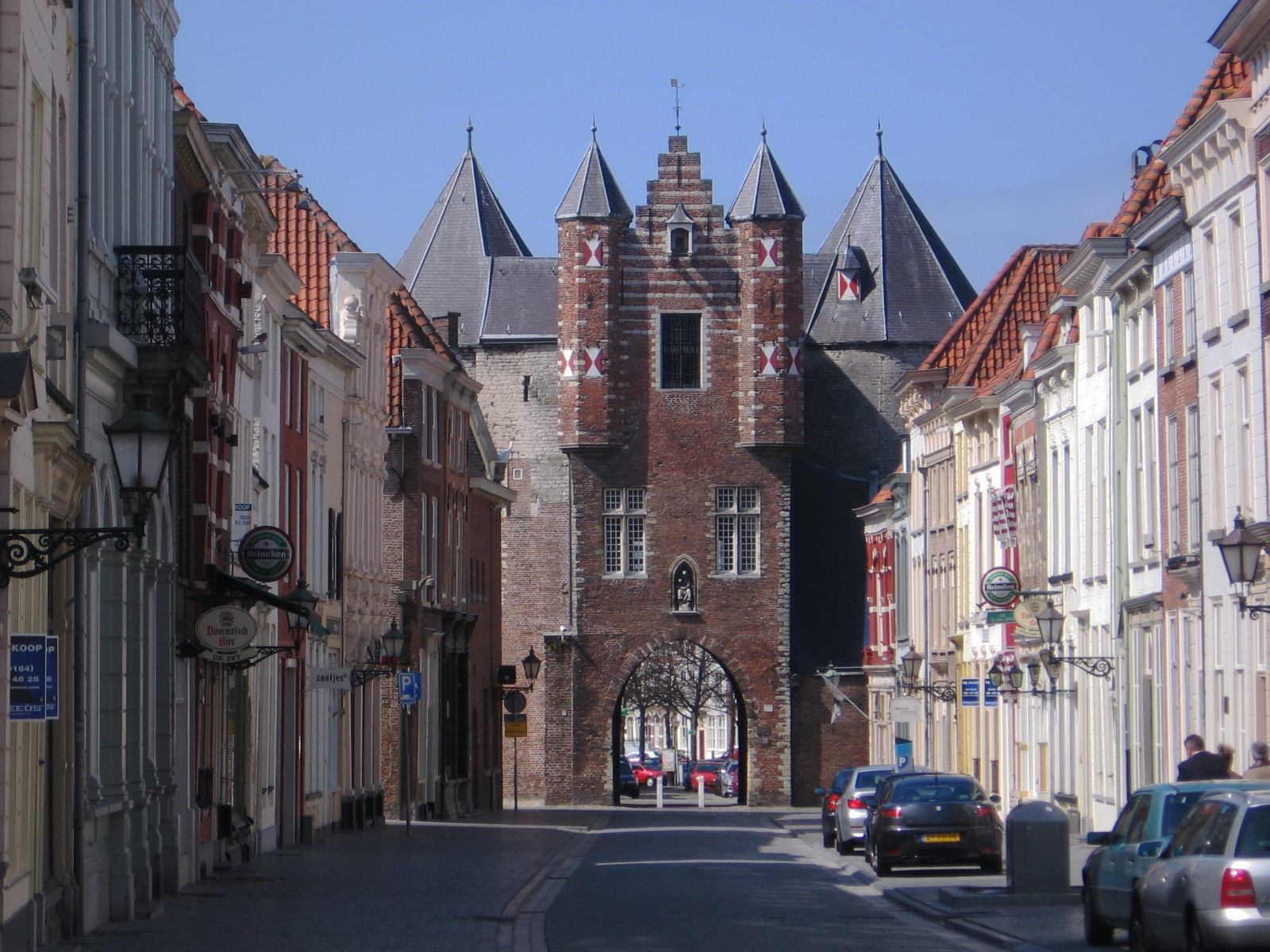
Gevangenpoort (la Porterie).
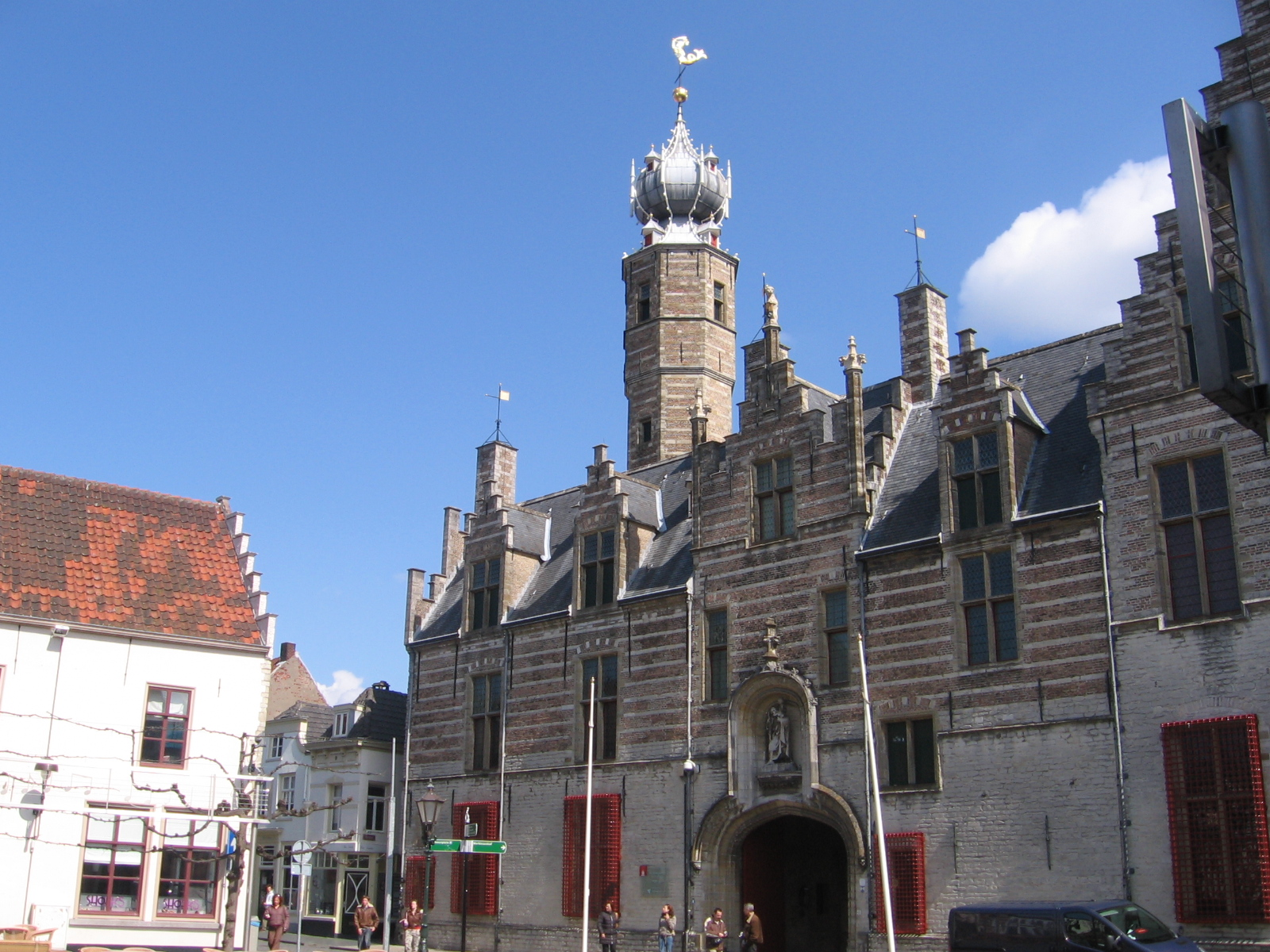
Markiezenhof (cour des Marquises).
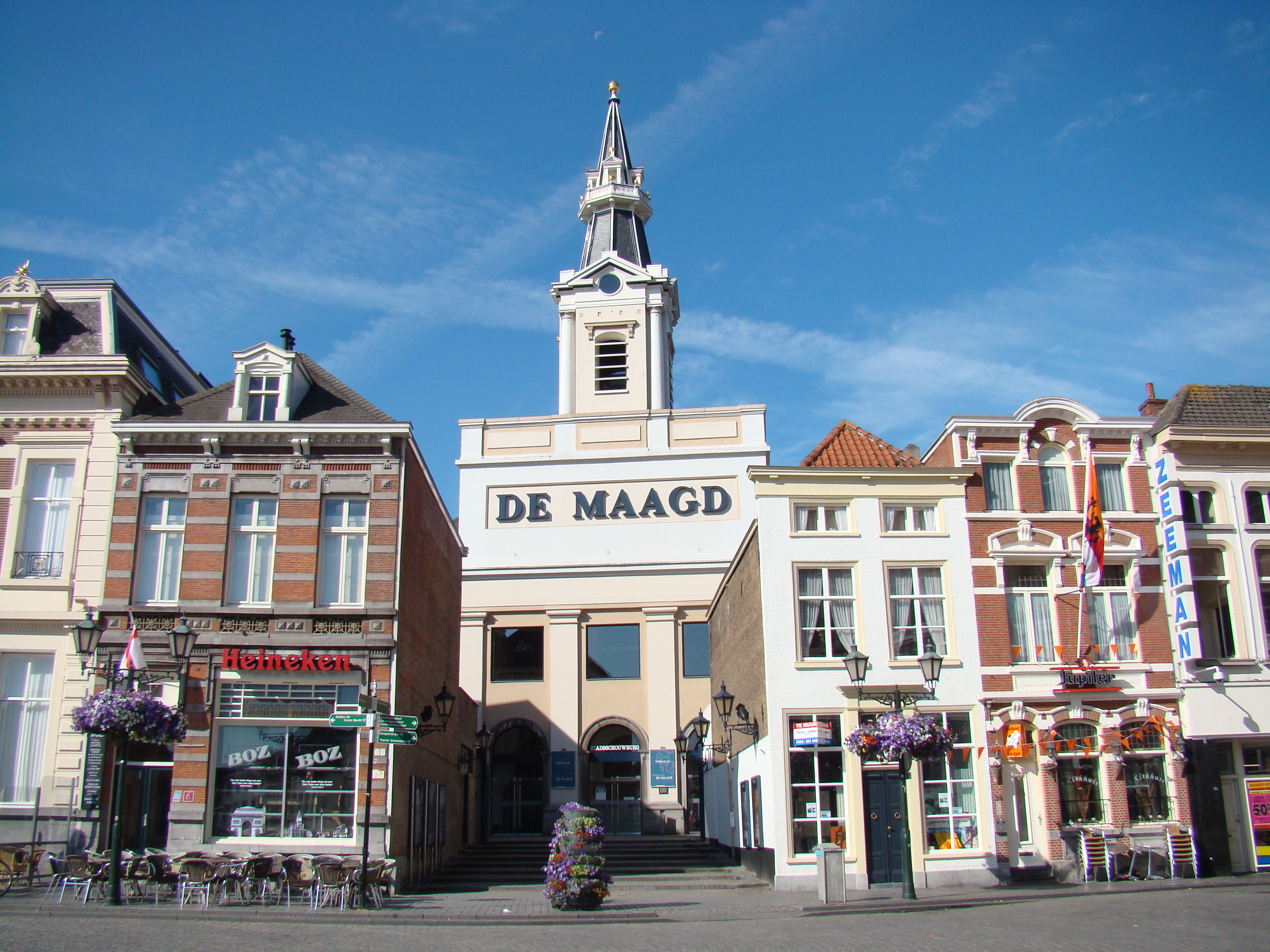
Vieux bâtiments à Berg-op-Zoom.
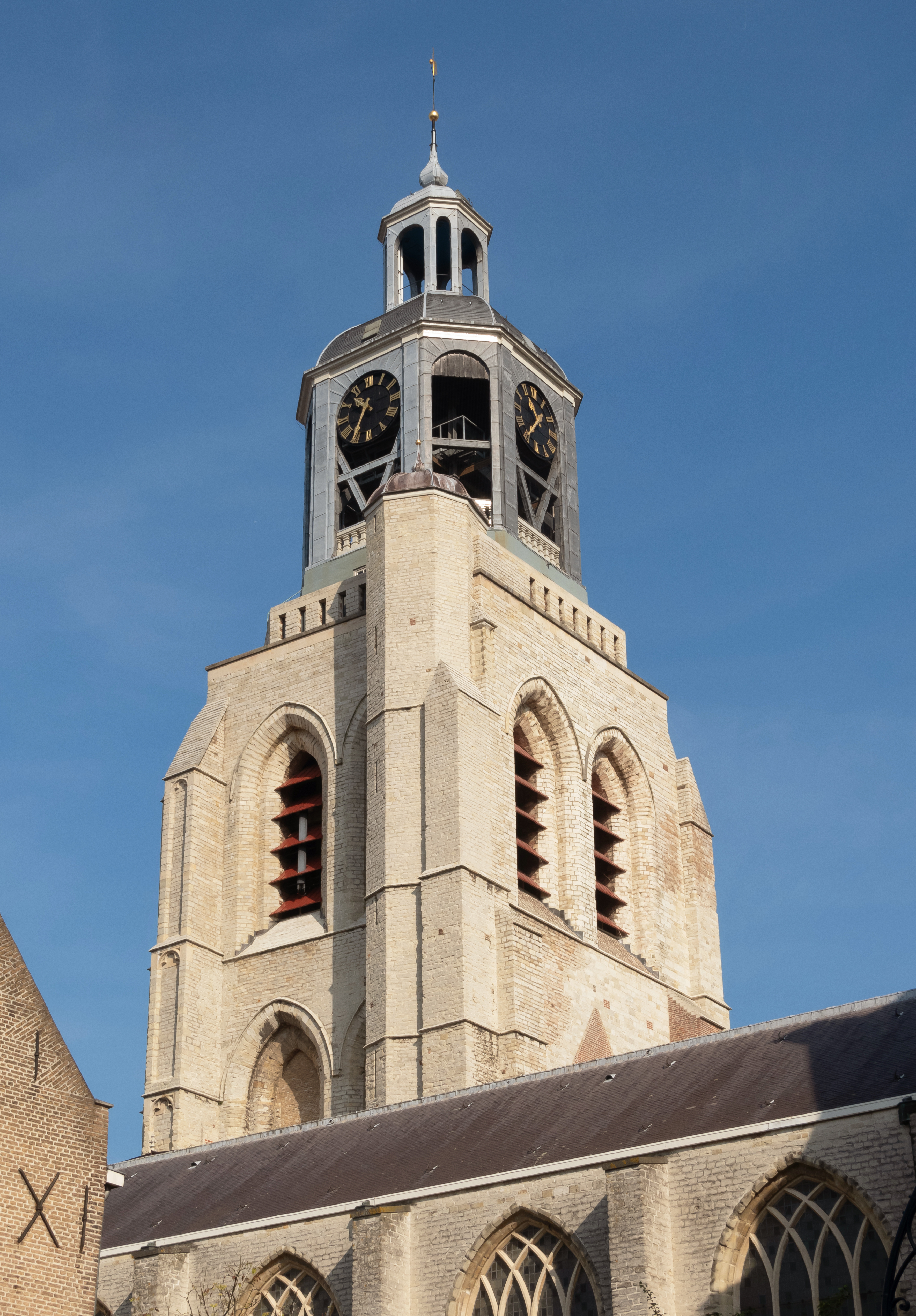
La tour de l'église (Sint-Gertrudiskerk)